# Љубомир Стајић
Љубомир Стајић (Инђија, 1960) српски је универзитетски професор. Стајић је редовни професор Правног факултета Универзитета у Новом Саду

## Образовање
Дипломирао је на Факултету цивилне одбране (Факултет безбедности) 1983. године. На истом Факултету одбранио је 1987. године магистарску тезу под називом „Улога масовних противоклопних средстава у општенародном одбрамбеном рату", а 1991. године докторску дисертацију „Припреме општине за оружану борбу и неоружано супротстављање агресији у ОНОР-у са становишта борбених могућности савремених средстава за вођење рата и тенденција њиховог развоја".

## Радна места
Од 1984. до 1994. налазио се у радном односу на Факултету цивилне одбране, на коме је биран у звање асистента-приправника, потом за асистента, а 1991. године у звање доцента за наставни предмет Савремена борбена средства. Од 1994. до краја 2003. године радио је на Полицијској академији у Београду, на којој је 1994. године изабран у звање доцента за наставни предмет Основи безбедности, у звање ванредног професора 1996. године, а у звање редовног професора за наставни предмет Основи безбедности 2001. године.

Од 1. јануара 2004. године налази се у радном односу на Правном факултету у Новом Саду у звању редовног професора за ужу научну област безбедносноправну на предмету Систем безбедности.

## Чланство у организацијама и телима
- У пет мандата је на Полицијској академији обављао функцију продекана за наставу.
- Осам година је био уредник издања Полицијске академије и уредио је преко деведесет монографија, уџбеника, зборника и часописа.
- Био је члан Скупштине Универзитета у Београду и члан Савета Полицијске академије.
- Од 2011. године члан је Савета удружења Српске асоцијације менаџера корпоративне безбедности, а члан је и уређивачког одбора часописа Journal on law, economy and management.
- Члан је Савета Акредитационог тела Србије и рецензент Комисије за акредитацију и проверу квалитета.
- На Правном факултету у Новом Саду обављао је функцију продекана за финансије од 2007. до 2015. године.
- Шеф је Катедре безбедносноправних наука и оснивач и координатор Центра за приватну безбедност на Правном факултету.
- Управник је Центра за издавачку делатност и уредник издања Правног факултета у Новом Саду од октобра 2009. године
- У периоду од 1. октобра 2015. године до 1. октобра 2018. године обављао је функцију Декана Правног факултета у Новом Саду.
- Учествовао је у раду 11 пројеката од којих је у три случаја био руководилац потпројеката.
- За време док је обављао функцију Декана Правног факултета у Новом Саду био је руководилац билатералног пројекта "Хармонизација српског и мађарског (домаћег) права са правом ЕУ и прекогранична сарадња".

## Научни рад
- На магистарским студијама на Полицијској академији изводио је наставу из два наставна предмета, и то:

Безбедност и Организација и управљање у полицији.
- На основним студијама на Правном факултету изводи наставу из наставних предмета Систем безбедности и Право приватне безбедности.
- На дипломским акдемским (мастер) студијама изводи наставу из наставних предмета:

Контрола служби безбедности, Систем обезбеђења имовине и пословања, Систем заштите личности и објеката, Стратегија националне безбедности, Организација и надлежност служби безбедности и Теорија политичких преврата.
- На докторским студијама изводи наставу из предмета Теорија система безбедности – продубљени курс.
- На Факултету безбедности Универзитета у Београду изводио је наставу из наставног предмета Основи безбедности.

Осим у Србији, изводио је наставу и на универзитетима у Босни и Херцеговини и Црној Гори.
Област научног интересовања: теорија безбедности, систем безбедности, заштита имовине и пословања, заштита личности, безбедносна култура, контрола служби безбедности.
Професор Стајић је аутор/коаутор више од 30 књига и преко 80 научних и стручних радова.

## Награде
За допринос формирању и унапређењу наставе на Вишој школи унутрашњих послова у Бања Луци награђен је од стране Министарства унутрашњих послова Републике Српске.
У истраживању које је спровела студентска организација iSerbia 2012. и 2014. године, оцењен је као један од најбољих професора који мотивишу студенте у Републици Србији.

## Одабрана дела

### Књиге
- Стајић, Љубомир (2012). Контрола полиције и служби безбедности. Правни факултет у Новом Саду. ISBN 978-86-7774-100-6.
- Стајић, Љубомир (2011). Право приватне безбедности. Правни факултет у Новом Саду. ISBN 978-86-7774-080-1.
- Стевановић, Обрад; Стајић, Љубомир (2015). Безбедносни менаџмент. Правни факултет у Новом Саду. ISBN 978-86-7774-158-7.
- Стајић, Љубомир; Мијалковић, Саша; Станаревић, Светлана (2013). Безбедносна култура. Правни факултет у Новом Саду. ISBN 978-86-7774-128-0.
- Стајић, Љубомир; Мандић, Горан (2010). Систем заштите имовине и пословања. Факултет за пословни менаџмент - Бар. ISBN 978-86-85755-43-9.
- Стајић, Љубомир (2006). Безбедносна култура младих : како живети безбедно. Драганић, Београд. ISBN 978-86-441-0686-9.
- Стајић, Љубомир (1995). Грађански нереди. Полицијска академија, Београд. ISBN 978-86-7020-012-8.
- Стајић, Љубомир; Пајковић, Драгић (2011). Систем заштите личности и објеката. Правни факултет у Новом Саду. ISBN 978-86-7774-079-5.
- Стајић, Љубомир; Лазић, Радојица (2015). Увод у националну безбедност. Академија за националну безбедност и Службени гласник, Београд. ISBN 978-86-519-1977-3.
- Стајић, Љубомир (2015). Основи система безбедности са основама истраживања безбедносних појава. Правни факултет у Новом Саду. ISBN 978-86-7774-152-5.

### Научни радови
- Стајић, Љубомир; Радивојевић, Ненад; Мирковић, Владан (2017). „Неки аспекти политике унутрашње безбедности као елемента стратегије националне безбедности Републике Србије” (PDF). Зборник радова Правног факултета у Новом Саду. LI br. 4: 1325—1342.[мртва веза]
- Стајић, Љубомир (2013). „Контрола приватног сектора безбедности у Републици Србији”. Хармонизација српског и мађарског права са правом Европске уније - тематски зборник. 2 br.: 187—209.
- Стајић, Љубомир (2014). „Неке контроверзе у раду међународних хуманитарних организација”. Хармонизација српског и мађарског права са правом Европске уније - тематски зборник. 2 br.: 191—206.
- Стајић, Љубомир (2015). „Why Safety Culture”. Twenty Years of Human Security : theoretical Foundations and Practical Applications / Editorial Ivica Đorđević, Marina Glamotchak, Svetlana Stanarević, Jasmina Gačić, Beograd, Faculty of Security Studies: 41—52.
- Стајић, Љубомир; Радивојевић, Ненад (2015). „Закон о приватном обезбеђењу - стање и последице”. Хармонизација српског и мађарског права са правом Европске уније - тематски зборник. 3 br.: 171—188.
- Стајић, Љубомир; Радивојевић, Ненад (2016). „Неки проблеми имплементације Закона о приватном обезбеђењу”. Хармонизација српског и мађарског права са правом Европске уније - тематски зборник. 4 br.: 153—169.
- Стајић, Љубомир; Радивојевић, Ненад (2017). „Полиција, комунална полиција и приватно обезбеђење - дивергентни или конвергентни субјекти јавне безбедности”. Хармонизација српског и мађарског права са правом Европске уније - тематски зборник: 151—173.
- Стајић, Љубомир; Милошевић, Горан (2017). „Финансијска делатност државе као фактор економске безбедности - осврт на Републику Србију”. Српска политичка мисао. 55 br. 1: 175—195.
- Стајић, Љубомир (2017). „Одговор државе на насиље у породици” (PDF). Зборник радова Правног факултета у Новом Саду. 51 br. 3: 657—673. Архивирано из оригинала (PDF) 24. 05. 2020. г. Приступљено 02. 11. 2018.
- Стајић, Љубомир; Радивојевић, Ненад; Мирковић, Владан (2017). „Неки аспекти политике унутрашње безбедности као елемента стратегије националне безбедности Републике Србије” (PDF). Зборник радова Правног факултета у Новом Саду. 51 br. 4: 1067—1082. Архивирано из оригинала (PDF) 24. 05. 2020. г. Приступљено 02. 11. 2018.
- Стајић, Љубомир; Радивојевић, Ненад (2018). „Безбедоносно-правни аспекти насиља у породици”. Српска политичка мисао. 59 br. 1: 113—128.
- Стајић, Љубомир (2007). „Безбедоносна култура као фактор менаџмента приватних субјеката интегралне безбедности”. [[1. Међународна конференција "Приватна безбједност у Босни и Херцеговини и Републици Српској - стање и перспективе", Бања Лука: Факултет за безбједност и заштиту]]: 81—91.
- Стајић, Љубомир (2015). „Control of The Police and Security Services –Problem Solving Approach”. 1. International scientific conference "Researching security - approaches, concepts and policies", Ohrid: Faculty of Security: 279—291.
- Стајић, Љубомир; Бугарски, Татјана (2011). „Тероризам и превентивни притвор”. [[1. Међународна научностручна конференција "Супротстављење тероризму - међународни стандарди и правна регулатива", Козара: Висока школа унутрашњих послова]]: 271—284.
- Стајић, Љубомир; Бугарски, Татјана (2010). „Међународна и регионална сарадња надлежних органа у откривању и спречавању прекограничног организованог криминала”. 1. Међународни научни скуп "Сузбијање криминала и европске интеграције", Тара: Криминалистичко-полицијска академија: 433—445.
- Стајић, Љубомир (2008). „Приватна безбедност у светлу савременог схватања безбедности - стање и перспективе”. [[Научни скуп "Безбједност и заштита у Републици Српској и Босни и Херцеговини - стање и перспективе", Бања Лука: Факултет за безбједност и заштиту]]: 166—185.
- Стајић, Љубомир (2008). „Изазови корпоративне безбедности у светлу савременог схватања појма безбедности”. 1. Међународни скуп "Приватна безбедност - стање и перспективе, Нови Сад: Факултет за правне и пословне студије: 24—40.
- Стајић, Љубомир; Станаревић, Светлана (2012). „Критеријуми прихватљивости програма и пројеката безбедности школа”. Безбедносни ризици у образовно-васпитним установама, Београд, Факултет безбедности: 147—166.
- Стајић, Љубомир; Станаревић, Светлана (2012). „Одговор цивилног друштва на безбедносне ризике у школама”. [[Реаговање на безбедносне ризике у образовно-васпитним установама / уредници Борис Кордић, Ана Ковачевић, Божидар Бановић, Београд, Факултет безбедности]]: 153—166.
- Стајић, Љубомир (2005). „Учењем до безбедности”. Зборник радова, Београд, Факултет цивилне одбране: 125—136.
- Стајић, Љубомир (2007). „Безбедоносна култура као фактор превенције криминалитета на локалном подручју - сектору”. Место и улога полиције у превенцији криминалитета : актуелно стање и могућности унапређења, Београд, Криминалистичко-полицијска академија: 285—292.
- Стајић, Љубомир (2009). „Улога и значај безбедносне културе у изградњи безбедности државе”. Србија - безбедносни и институционални изазови, Београд, Институт за политичке студије: 35—49.
- Стајић, Љубомир (2010). „Неке недоумице око схватања безбедности у XXI веку”. Ризик, моћ, заштита : увођење у науке безбедности, Службени гласник; Факултет безбедности, Београд: 332—349.
- Стајић, Љубомир (2012). „Трговина људима као облик угрожавања безбедности”. Монографија "Трговина људима - правно-безбедносни аспекти", Правни факултет у Новом Саду: 129—141.
- Стајић, Љубомир; Бугарски, Татјана; Ристивојевић, Бранислав; Писарић, Милана; Милић, Иван (2017). „Заштита животне средине - безбедносни и казненоправни аспект”. У: Правни аспекти биомедицине и заштите животне средине : зборник радова, Правни факултет у Новом Саду: 95—107.
- Стајић, Љубомир; Мандић, Горан (2010). „Социјални инжењеринг као облик угрожавања поверљивих пословних информација”. Зборник радова Правног факултета у Новом Саду. 44 br. 3: 163—182.
- Стајић, Љубомир; Станаревић, Светлана (2011). „Модели остваривања безбедности у школама у Републици Србији” (PDF). Зборник радова Правног факултета у Новом Саду. 45 br. 1: 127—140. Архивирано из оригинала (PDF) 24. 05. 2020. г. Приступљено 02. 11. 2018.
- Стајић, Љубомир (2011). „Извори, облици и носиоци угрожавања нематеријалне имовине земаља у транзицији” (PDF). Зборник радова Правног факултета у Новом Саду. 45 br. 2: 73—90. Архивирано из оригинала (PDF) 24. 05. 2020. г. Приступљено 02. 11. 2018.
- Стајић, Љубомир (2011). „Заштита од угрожавања нематеријалне имовине са посебним освртом на улогу права” (PDF). Зборник радова Правног факултета у Новом Саду. 45 br. 3: 239—252. Архивирано из оригинала (PDF) 24. 05. 2020. г. Приступљено 02. 11. 2018.
- Стајић, Љубомир (2012). „Контрола приватног сектора безбедности у иностранству” (PDF). Зборник радова Правног факултета у Новом Саду. 46 br. 1: 187—202. Архивирано из оригинала (PDF) 24. 05. 2020. г. Приступљено 02. 11. 2018.
- Стајић, Љубомир (2013). „Основи теорије управљања еколошким кризама” (PDF). Зборник радова Правног факултета у Новом Саду. 47 br. 1: 117—131. Архивирано из оригинала (PDF) 24. 05. 2020. г. Приступљено 02. 11. 2018.
- Стајић, Љубомир; Штрбац, Катарина (2013). „Улога међународних хуманитарних организација у збивањима на Западном Балкану (случај Србија)” (PDF). Зборник радова Правног факултета у Новом Саду. 47 br. 2: 147—162. Архивирано из оригинала (PDF) 24. 05. 2020. г. Приступљено 02. 11. 2018.
- Стајић, Љубомир; Мандић, Горан (2014). „Неке контроверзе Закона о приватном обезбеђењу” (PDF). Зборник радова Правног факултета у Новом Саду. 48 br. 2: 131—150. Архивирано из оригинала (PDF) 24. 05. 2020. г. Приступљено 02. 11. 2018.
- Стајић, Љубомир (2014). „Безбедносна култура као фактор заштите животне средине” (PDF). Зборник радова Правног факултета у Новом Саду. 48 br. 4: 69—84. Архивирано из оригинала (PDF) 24. 05. 2020. г. Приступљено 02. 11. 2018.
- Стајић, Љубомир (2015). „Превенција криминала са аспекта дизајнирања јавног простора и улоге приватног обезбеђења” (PDF). Зборник радова Правног факултета у Новом Саду. 49 br. 1: 75—87. Архивирано из оригинала (PDF) 24. 05. 2020. г. Приступљено 02. 11. 2018.
- Стајић, Љубомир; Станаревић, Светлана (2015). „Значај и улога међународних организација у очувању еколошке и људске безбедности” (PDF). Зборник радова Правног факултета у Новом Саду. 49 br. 3: 963—978. Архивирано из оригинала (PDF) 24. 05. 2020. г. Приступљено 02. 11. 2018.
- Стајић, Љубомир (1985). „Мотострељачки вод САД у кружној одбрани”. Војни гласник. br. 3: 71—72.
- Стајић, Љубомир (1985). „Тенденције развоја стрељачког оружја малог калибра”. Војни гласник. br. 3: 63—67.
- Стајић, Љубомир (1986). „Смањење могућности даљине откривања летелица радаром”. Гласник РВ и ПВО. br. 3: 26—34.
- Стајић, Љубомир (1987). „Савремени противоклопни хеликоптери”. Гласник РВ и ПВО. 43 br. 5-6: 29—40.
- Стајић, Љубомир (1987). „Пројекат "Стелт" и невидљиви авиони”. Војни гласник. br. 1: 68—73.
- Стајић, Љубомир (1991). „Средства за извиђање и нишањење ноћу, дању и у свим метеоролошким условима”. Одбрана и заштита: теоријско-стручни часопис за цивилну одбрану. 27 br. 5-6: 62—65.
- Стајић, Љубомир (1988). „Ракетно наоружање савремених противоклопних хеликоптера”. Гласник РВ и ПВО. br. 1: 27—35.
- Стајић, Љубомир (1992). „Касетне авио-бомбе”. Одбрана и заштита: теоријско-стручни часопис за цивилну одбрану. 28 br. 1: 40—41.
- Стајић, Љубомир (1993). „Експлозије у интервалима : касетне авио-бомбе”. Војска. 43 br. 2: 36—37.
- Стајић, Љубомир (1993). „Савремена оптоелектронска средства и заштита,”. Нови гласник: војностручни интервидовски часопис Војске Југославије. 1 br. 4-5: 63—70.
- Стајић, Љубомир (1994). „Управљање и руковођење у систему безбедности”. Безбедност. 36 br. 6: 599—608.
- Стајић, Љубомир (1995). „Планирање и организовање као функције процеса руковођења у систему безбедности”. Безбедност. 37 br. 1: 23—33.
- Стајић, Љубомир; Стевановић, Обрад (1995). „Контрола као функција процеса руковођења у систему безбедности”. Зборник радова Полицијске академије. 1 br. 1: 145—159.
- Стајић, Љубомир (1996). „Corruption as factor of social instability”. НБП: наука, безбедност, полиција. 1 br. 1: 99—112.
- Стајић, Љубомир (1998). „International criminalistic-security aspects of fighting corruption”. НБП: наука, безбедност, полиција. 3 br. 1: 123—139.
- Стајић, Љубомир (1998). „Modalities of antiterrorist combat in the existing conditions”. НБП: наука, безбедност, полиција. 3 br. 2: 91—105.
- Стајић, Љубомир (1998). „Међународни криминалистичко-безбедоносни аспекти супротстављања корупцији”. Безбедност. 44 br. 4: 468—481.
- Бошковић, Мићо; Стајић, Љубомир (1999). „Survey of international phenomenological characteristic of corruption from the criminalistic and security point of view”. НБП: наука, безбедност, полиција. 4 br. 1: 101—113.
- Стајић, Љубомир (2001). „The infrared thermo vision”. НБП: наука, безбедност, полиција. 5 br. 1: 1—13.
- Стајић, Љубомир (2002). „Неки безбедносни аспекти примене геофизичког оружја и његов утицај на угрожавање животне средине”. НБП: наука, безбедност, полиција. 7 br. 1.
- Стајић, Љубомир (2003). „Security and legal aspects of money laundering”. НБП: наука, безбедност, полиција. 8 br. 1: 93—117.
- Стајић, Љубомир (2003). „Security aspects of transnational organized crime”. Зборник радова Факултета цивилне одбране: 47—65.
- Стајић, Љубомир (2004). „Значај полицијског школства у изградњи модерне српске државе”. Зборник радова Правног факултета у Новом Саду. 38 br. 2: 267—289.
- Стајић, Љубомир (2006). „Постмодерни тероризам, организовани криминал и корупција као савремени безбедносни изазови, ризици и претње”. Зборник радова Правног факултета у Новом Саду. 40 br. 2: 379—404.
- Стајић, Љубомир (2007). „Пословна шпијунажа као фактор безбедоносног менаџмента корпорацијских система”. Зборник радова Правног факултета у Новом Саду. 41 br. 1-2: 155—169.
- Стајић, Љубомир (2009). „Стратегија националне безбедности у функцији безбедности Републике Србије”. Зборник радова Правног факултета у Новом Саду. 43 br. 2: 221—235.
- Стајић, Љубомир (2008). „Правни оквири приватне безбедности у светлу савременог схватања појма безбедности”. Зборник радова Правног факултета у Новом Саду. 42 br. 1-2: 373—390.
- Стајић, Љубомир (1996). „Корупција као друштвени проблем”. 1. Саветовање "Организовани криминалитет и корупција", Копаоник: Српско удружење за кривично право: 23—24.
- Стајић, Љубомир (2000). „Неки аспекти угрожавања безбедности неоружаном агресијом и основе супротстављања : Теоријске основе политике безбедности супротстављања неоружаној агресији”. [[1. Стручна расправа "Сукоб ниског интензитета - неоружана агресија на СР Југославију и начин супротстављања"Генералштаб војске Југославије, Сектор за школство, обуку, научну и издавачку делатност - Институт за ратне вештине, Београд]]: 72—81.
- Стајић, Љубомир (2002). „Основи трансформације образовног система МУП-а Републике Србије”. [[1. Округли сто са међународним учешћем "Реформа полицијског школства у Републици Србији",Министарство унутрашњих послова Републике Србије, Београд]]: 355—369.
- Стајић, Љубомир; Вујић, Драган (2012). „Утицај геофизичког оружја на угрожавање животне средине за потребе рата” (PDF). Зборник радова Правног факултета у Новом Саду. 46 br. 2: 121—141. Архивирано из оригинала (PDF) 24. 05. 2020. г. Приступљено 02. 11. 2018.
- Стајић, Љубомир; Вујић, Драган (2001). „Бумеранг модерног ратовања”. Војни информатор. br. 5-6: 139—158.